# Црна Гора на Европском првенству у атлетици на отвореном
Црна Гора је до сада четири пута самостално учествовала на европским првенствима у атлетици на отвореном. Дебитовала је на Европском првенству у 2010. у Барселони.
Атлетичари Црне Горе су до тада учествовали као део неколико југословенских репрезентација од првог Европског првенства 1934. у Торину, до 18. 2002 у Минхену:
- Краљевина Југославија (1934—1938)
- СФР Југославија (1946—1990)
- СР Југославија (1994—2002)

На овим такмичењима Црна Гора није освајала медаље, нити је оборила неки национални рекорд.

## Учешће и освојене медаље Црне Горе на европским првенствима на отвореном
| Учешће и освојене медаље Црне Горе на ЕП | Учешће и освојене медаље Црне Горе на ЕП | Учешће и освојене медаље Црне Горе на ЕП | Учешће и освојене медаље Црне Горе на ЕП | Учешће и освојене медаље Црне Горе на ЕП | Учешће и освојене медаље Црне Горе на ЕП | Учешће и освојене медаље Црне Горе на ЕП | Учешће и освојене медаље Црне Горе на ЕП | Учешће и освојене медаље Црне Горе на ЕП | Учешће и освојене медаље Црне Горе на ЕП |        |
| ЕП                                       | Учешће                                   | Муш.                                     | Жене                                     | дисц.                                    |                                          |                                          |                                          |                                          | Пласман                                  | Детаљи |
| ---------------------------------------- | ---------------------------------------- | ---------------------------------------- | ---------------------------------------- | ---------------------------------------- | ---------------------------------------- | ---------------------------------------- | ---------------------------------------- | ---------------------------------------- | ---------------------------------------- | ------ |
| 2010. Барселона                          | 2                                        | 0                                        | 2                                        | 2                                        | 0                                        | 0                                        | 0                                        | 0                                        | -                                        | детаљи |
| 2012. Хелсинки                           | 3                                        | 2                                        | 1                                        | 3                                        | 0                                        | 0                                        | 0                                        | 0                                        | -                                        | детаљи |
| 2014. Цирих                              | 1                                        | 1                                        | 0                                        | 1                                        | 0                                        | 0                                        | 0                                        | 0                                        | -                                        | детаљи |
| 2016. Амстердам                          | 4                                        | 2                                        | 2                                        | 3                                        | 0                                        | 0                                        | 0                                        | 0                                        | -                                        | детаљи |
| Укупно (4)                               | 10                                       | 5                                        | 5                                        |                                          | 0                                        | 0                                        | 0                                        | 0                                        |                                          |        |

## Освајачи медаља
Нема

## Преглед учешћа спортиста Црне Горе и освојених медаља по дисциплинама на ЕП на отвореном
Стање после ЕП 2016.
| Дисциплина   | Период | Период   | Укупно | Мушки | Жене |   |   |   |   |
| Дисциплина   | Прво   | Последње | Укупно | Мушки | Жене |   |   |   |   |
| ------------ | ------ | -------- | ------ | ----- | ---- | - | - | - | - |
| маратон      | 2010   | 2010     | 1      | 0     | 1    | 0 | 0 | 0 | 0 |
| Скок увис    | 2010   | 2016     | 1      | 0     | 1    | 0 | 0 | 0 | 0 |
| Скок удаљ    | 2012   | 2012     | 1      | 1     | 0    | 0 | 0 | 0 | 0 |
| Бацање диска | 2012   | 2016     | 2      | 1     | 1    | 0 | 0 | 0 | 0 |
| Десетобој    | 2016   | 2016     | 1      | 1     | 0    | 0 | 0 | 0 | 0 |
| Укупно (5)   |        |          | 6      | 3     | 3    | 0 | 0 | 0 | 0 |

Разлика у горње две табеле од 4 учесника (2 мушкарца и 2 жене) настала је у овој табели јер је сваки спортиста без обриза колико је пута учествовао на европским првенствима и у колико разних дисциплина на истом првенству, рачунат само једном.

## Занимљивости
- Најмлађи учесник — мушкараци: Данијел Фуртула, 19 год. и 334 дана (2012)
- Најмлађи учесник — жене: Кристина Ракочевић, 17 год. и 349 дана (2016)
- Најстарији учесник - мушкарци: Драгоје Рајковић, 28 год. и 10 дана (2012)
- Најстарији учесник - жене: Слађана Перуновић, 26 год. и 127 дана (2010)
- Највише учешћа: 3 Марија Вуковић (2010, 2012, 2016) и Данијел Фуртула (2012, 2014, 2016.)
- Прва медаља: —
- Прва златна медаља: -
- Највише медаља: —
- Најбољи пласман Црне Горе: —